# Ablactation
L'ablactation est la prévention ou l'inhibition de la lactation physiologique chez la mère dans le post-partum immédiat, après l'accouchement.
L'inhibition de la lactation dans le post-partum tardif est le sevrage, l'arrêt de l'allaitement.
L'ablactation peut être provoquée par des médicaments inhibiteurs de la prolactine comme la bromocriptine ou la cabergoline.
En France, comme en Europe, depuis 2015, l'indication de la bromocriptine dans l'inhibition de la lactation est limitée aux seules situations où l'allaitement doit être arrêté pour des causes médicales (décès de l'enfant, maladie de la mère, etc.)
, l'usage de la cabergoline dans cette indication doit lui aussi rester exceptionnel.